# Lee Grant (labdarúgó, 1983)
Lee Anderson Grant (Hemel Hempstead, Anglia, 1983. január 27. –) angol labdarúgó, aki legutóbb a Manchester United kapusa volt.

## Pályafutása

### Derby County
Grant 1998-ban került a Watford ifiakadémiájára, de nem tudott bekerülni az első csapatba, így 2000-ben a Derby Countyhoz szerződött. Az első csapatban 2002. szeptember 7-én, egy Burnley elleni mérkőzésen debütált, csereként váltva a sérült Andy Oakest. A 2002/03-as szezon végén megkapta az év legjobb fiatal játékosának járó díjat a csapatban, miután minden sorozatot egybevéve összesen 30 meccsen védett. A következő idényben Oakes újabb sérülést szenvedett, Grant pedig jól teljesített, így 2014. január 29-én új, három és fél éves szerződést kapott a csapattól.
A 2004/05-ös évadban a Derby lehetőséget adott fiatal kapusának, Lee Campnek, miután meggyőzően teljesített a Queens Park Rangersnél töltött kölcsönidőszaka során. Grant így jó formája ellenére a cserepadon találta magát, ami megindította a jövőjével kapcsolatos találgatásokat, de George Burley menedzser cáfolta a kapus esetleges távozását. Ugyanebben az időszakban Grantet az angol U21-es válogatott kapujából is kiszorította Camp.
Grantnek 2004. október 19-ig kellett várnia arra, hogy ismét pályára léphessen a Derby Countyban, mivel Camp éppen az eltiltását töltötte az előző mérkőzésen történt kiállítása miatt. A következő meccsen, a Burnley ellen ismét ő védett, de miután Camp eltiltása lejárt, több lehetőséget már nem kapott a szezon során. Helyzetét tovább nehezítette, hogy 2015 márciusában csuklósérülést szenvedett. Egy hónappal később a válla is megsérült, ami miatt műteni kellett, így hónapokig nem edzhetett.
A 2005/06-os szezon előtti felkészülési időszakban lehetőséget kapott a bizonyításra az új menedzsertől, Phil Browntól, de az idény kezdetére ismét a kispadra került. Első meccsét 2005. augusztus 24-én, a Grimsby Town ellen, a Ligakupában játszotta a szezon során. Két héttel később lábközépcsonttörést szenvedett, ami miatt két hétig nem játszhatott.
Miután 18 hónap alatt csak három alkalommal kapott lehetőséget a Derby Countyban, november 15-én egy hónapra kölcsönben a Burnleyhez igazolt, az eltiltott Brian Jensen helyére. Négy nappal később, a Leicester City ellen be is mutatkozhatott. Bár kölcsönszerződését meghosszabbították, a visszatérő Jensent nem tudta kiszorítani a csapatból és nem lépett pályára többször a Burnleyben, mielőtt visszatért volna a Derbyhoz.
Január 31-én a szezon végéig kölcsönvette a harmadosztályú Oldham Athletic. Február 4-én, egy Port Vale elleni 1-0-s hazai vereség alkalmával mutatkozott be. Hamar állandó helyet szerzett magának a csapatban és kölcsönjátéka alatt 16 bajnokin lépett pályára. Bár az Oldham menedzsere, Ronnie Moore azt nyilatkozta, hogy szívesen leigazolná véglegesen is, és Grant is szívesen maradt volna, végül nem történt ajánlattétel, így a kapus visszatért a Derby Countyhoz.
Grant ismét lehetőséget kapott a 2006/07-es idény előtti felkészülési időszakban, valamint a szezon második bajnokiján, 2006. augusztus 8-án, a Stoke City ellen. Négy nappal később a klub leigazolta Stephen Bywatert, ami tovább korlátozta Grant lehetőségeit. Miután Bywater megsérült, Camp pedig kölcsönben szerepelt a Norwich Citynél, Grant hatszor állhatott a kapuban 2006 szeptembere és novembere között. Bywater visszatérése után azonban ismét a cserepadra szorult. Utolsó mérkőzését 2007. április 14-én játszotta, az Ipswich Town ellen, a kiállított Bywater helyét átvéve. Bár a kapust még egy további találkozóra eltiltották, a Derby County Grant helyett a kölcsönből visszahívott Camp kapott lehetőséget. Grant szerződése július 2-án lejárt, amit a klub nem hosszabbított meg, így ingyen igazolhatóvá vált.

### Sheffield Wednesday
2007. július 2-án hároméves szerződést kötött a Sheffield Wednesdayjel. Megkapta az 1-es számú mezt a csapatnál, és bár eleinte voltak gyengébb mérkőzései, állandó tagjává vált a kezdőcsapatnak. A csapat menedzsere, Brian Laws megdicsérte Grantet a november 24-én, a Queens Park Rangers ellen nyújtott teljesítménye miatt. 2008. január 1-jén úgy nyilatkozott, hogy Grant a másodosztály talán legkiválóbb kapusa, ami a pillanatnyi formát illeti. Fontos szerepe volt abban, hogy csapata a 2007/08-as idényben kivívta a bennmaradást.

### Burnley
2010. július 27-én a Burnley 1 millió fontért leigazolta, miután három korábbi ajánlatát is elutasított a Sheffield Wednesday. Három év alatt összesen több mint 130 meccsen kapott lehetőséget, a 2012/13-as szezonban pedig a szurkolók megválasztották a szezon legjobbjának.

### Visszatérés a Derby Countyhoz
Miután a Burnleynél lejárt a szerződése, Grant 2013. május 7-én visszatért a Derby Countyhoz, ahol három évre írt alá. A 2013/14-es szezonban alapembere lett a csapatnak, minden bajnoki és kupameccsen ő védett. Első bajnokiját augusztus 4-én, a Blackburn Rovers ellen játszotta. Két nappal később az Oldham Athletic elleni Ligakupa-meccset kapott gól nélkül hozta le. 2014. január 5-én pályára léphetett a Chelsea ellen az FA Kupában. Bár csapata 2-0-ra kikapott, több jó védést is bemutatott Fernando Torres próbálkozásainál.
2016. augusztus 31-én az élvonalbeli Stoke City hat hónapra kölcsönvette, a sérült Jack Butland pótlására. Szeptember 24-én, 33 évesen, a West Bromwich Albion ellen lejátszhatta pályafutása első Premier League-mérkőzését. Október 2-án a mérkőzés legjobbjának választották, miután több fontos védést is bemutatott a Manchester United ellen és hozzásegítette csapatát, hogy 1980 óta először pontot szerezzen az Old Traffordon.

### Manchester United
2018. július 3-án kétéves szerződést írt alá a Manchester Unitedhez.

### A válogatottban
A Derby Countyban nyújtott jó teljesítményének köszönhetően 2003 júniusában behívták az angol U21-es válogatottba. Végül szeptember 9-én, egy Portugália elleni meccsen debütált.